# Mammillaria tayloriorum
Mammillaria tayloriorum là một loài thực vật có hoa trong họ Cactaceae. Loài này được Glass & R.A. Foster mô tả khoa học đầu tiên năm 1975.